# Olga Lecaye
Pour les articles homonymes, voir Lecaye.
Olga Lecaye, née Olga Solotareff le 24 avril 1916 à Choisy-le-Roi et morte le 15 juin 2004 à Meulan, est une illustratrice et auteure de littérature d'enfance et de jeunesse française.

## Biographie
Née de parents russes, elle passe son enfance à Soissons, et suit les cours du Louvre. En 1946, elle signe les illustrations d'un texte de Michel Seuphor intitulé La Maison claire, ou les Trois Faces de la vie attentive. Elle épouse le médecin et critique d'art libanais Henri El Kayem et séjourne pendant plusieurs années au Moyen-Orient (Égypte, Liban). Elle collabore en tant qu'illustratrice à différents journaux de langue française et crée un journal pour enfants.
En 1960, elle revient en France, et se consacre au dessin, à la peinture et au jardinage. Avec son mari, elle décide de ne pas envoyer ses enfants à l'école, et crée des livres pour leur apprendre à lire. L'un d'eux, La Famille Ours et Madame la Taupe, a survécu et sera le premier d'une longue série publiée à l'École des loisirs.
En 1986, elle publie La Famille Ours et la petite musique de nuit, un album écrit et illustré de sa main pour L'École des loisirs. Elle sera l'auteur d'une dizaine d'ouvrage de littérature enfantine et illustratrice d'une douzaine de livres dont la plupart ont pour auteurs sa fille Nadja et ses fils Grégoire Solotareff et Alexis Lecaye. Ses livres sont remplis d'une nature sans limites, les animaux (lapins, ours, souris, loups) en sont les héros et tentent de s'affranchir de la peur, par la ruse, la réflexion, l'action.
Son petit-fils Raphaël Fejtö est également auteur de livres pour enfants.
Elle meurt en juin 2004.
Tous ses livres sont publiés à l'École des loisirs.

## Ouvrages

### Comme auteur et illustrateur
- La Famille Ours et la petite musique de nuit (1986)
- La Famille Ours et Madame la Taupe (1986)
- La Famille Ours et Madame Souris (1987)
- La Famille Ours et Mademoiselle Mouche (1987)
- Victor et la Sorcière (1989)
- Malvina (1993)
- Docteur Loup (1994)
- La Petite Souris (1996)
- L'Ombre de l'ours (1997)
- Le Fouet magique (2001)
- Léo Corbeau et Gaspard Renard (2004)

### Comme illustratrice
- La Maison claire, ou les Trois Faces de la vie attentive, texte de MIchel Seuphor(1946)
- Trolik , texte d'Alexis Lecaye (1991)
- Didi Bonbon, texte de Grégoire Solotareff (1994)
- Le Petit Lapin de Noël, texte de Nadja (1996)
- La petite souris, texte de Grégoire Solotareff (1996)
- Kouma le terrible, texte de Grégoire Solotareff (1999)
- Le Ballon, texte de Grégoire Solotareff (1999)
- L'Invitation, texte de Grégoire Solotareff (2000)
- Neige, texte de Grégoire Solotareff (2000)
- Le Lapin facteur, texte de Nadja (2001)
- Je suis perdu; texte de Grégoire Solotareff (2002)
- Le Secret de Mina; texte de Nadja (2002)
- Élise la couturière, texte de Nadja (2003)
- Mimi l'oreille, texte de Grégoire Solotareff (2003)
- Pas de souci, Jérémie, texte de Grégoire Solotareff (2004)
- Maudites Lunettes (2006), publication posthume
- Lapins, souris et compagnie (2009), anthologie. Coffret posthume